# Luserna
Luserna är en ort och kommun i provinsen Trento i regionen Trentino-Sydtyrolen i Italien. Kommunen hade 261 invånare (2018).